# Coluber caspius
A Coluber caspius é uma serpente encontrada na área dos Bálcãs. É uma das maiores cobras da Europa e pode chegar até 250 cm. Elas são normalmente menores entre 140–160 cm. Estas cobras são encontradas em diferentes habitats, mas preferem encostas de rocha, ruínas, fendas de pedras e frequentemente perto de construções. Seu período de atividade é durante o dia e sua dieta é ampla e bem diferenciada. Elas preferem répteis como outras cobras ou lagartos, mas as adultas também predam aves e roedores. Juvenis predam quase exclusivamente lagartos. Não são venenosas, porém agressivas.